# Orlando Flacco
sua figura dipingesse, che quel muto poeta ch’è detto Orlando Flacco, essendo egli un nuovo
Apelle, al quale non solamente darebbe in dono Campaspe, che fu la più bella donna c’havesse il gran monarca nelle sue delizie, ma gli concederia uno de i tanti regni che possedeva»
(Adriano Valerini, Le bellezze di Verona)
Orlando Flacco (o Fiacco) (Verona, 1550 circa – ...) è stato un pittore italiano.
Flacco fu allievo di Francesco Torbido, conosciuto come "il Moro". Il suo stile ricorda molto quello di Antonio Badile. Giorgio Vasari ebbe modo di elogiare i suoi ritratti, mentre Luigi Lanzi affermò che le sue forme assomigliassero a quelle di Caravaggio. Tra i suoi lavori, si ricordano una Crocifissione e un Ecce Homo per la chiesa dei Santi Nazaro e Celso a Verona.